# ذفرية
الذفرية (الاسم العلمي: Cleomaceae) هي فصيلة من النباتات تتبع رتبة الكرنبيات من طائفة ثنائيات الفلقة.

## التصنيف
- الذفراوية
  - الذفرة